# Brenda Phillipsová
Brenda Joan Phillipsová (nepřechýleně Phillips; * 18. ledna 1958) je bývalá zimbabwská pozemní hokejistka, členka týmu, který v roce 1980 na olympijských hrách v Moskvě vybojoval zlaté medaile. V turnaji nastoupila ve dvou utkáních, a to proti Rakousku a Polsku.